# DAF XD
Il DAF XD è un autocarro e trattore stradale prodotto da DAF Trucks a partire dal 2022 per sostituire il DAF CF. Esso appartiene alla categoria degli autocarri con masse totali da 18 a 41 t.

## Contesto
Presentato ufficialmente nel 2022 in occasione della fiera IAA Transportation di Hannover, il modello è stato sviluppato per rispondere alle moderne esigenze del trasporto regionale e urbano, con particolare attenzione alla sostenibilità ambientale, alla sicurezza stradale e al comfort dell’autista.
Il veicolo fa parte della nuova generazione di camion DAF, che comprende anche i modelli XF, XG e XG+, progettati per rispettare le più recenti normative europee in materia di sicurezza e visibilità, tra cui il regolamento generale sulla sicurezza (General Safety Regulation - GSR).
Il DAF XD adotta una cabina completamente nuova, progettata per offrire un accesso agevolato, un ampio campo visivo e una migliore ergonomia. L’abitacolo è posizionato più in basso rispetto ai modelli da lungo raggio, con un parabrezza panoramico e superfici vetrate estese che aumentano la visibilità diretta, contribuendo a ridurre gli angoli ciechi nei contesti urbani. Il sistema Digital Vision System, disponibile come optional, sostituisce gli specchi retrovisori tradizionali con telecamere ad alta risoluzione, migliorando l’aerodinamica e la sicurezza.
Il camion è equipaggiato con motori PACCAR MX-11 a sei cilindri in linea, con potenze fino a 450 CV, conformi alla normativa Euro 6e. È disponibile in versioni a due o tre assi, sia come trattore stradale che come veicolo rigido, e supporta una vasta gamma di allestimenti per diversi impieghi, tra cui la logistica urbana, la distribuzione regionale, i servizi municipali e le applicazioni specialistiche.
Tra le dotazioni tecnologiche figurano numerosi sistemi di assistenza alla guida, come la frenata automatica d’emergenza, il mantenimento attivo della corsia, il riconoscimento dei segnali stradali, i sensori di prossimità e l’assistenza alla svolta, tutti pensati per aumentare la sicurezza degli utenti della strada più vulnerabili, come pedoni e ciclisti.
Una delle principali innovazioni della gamma è il DAF XD Electric, la versione completamente elettrica del modello, progettata per le consegne a zero emissioni nei centri urbani. Il veicolo è disponibile con configurazioni modulari di pacchi batteria che consentono un’autonomia fino a 500 chilometri, con possibilità di ricarica rapida attraverso connettori Combined Charging System (CCS). Questa versione rientra nella strategia di transizione energetica del costruttore, volta a ridurre le emissioni di CO₂ nel settore del trasporto su strada.
Nel 2022, il DAF XD è stato votato International Truck of the Year 2023.

### DAF XDC

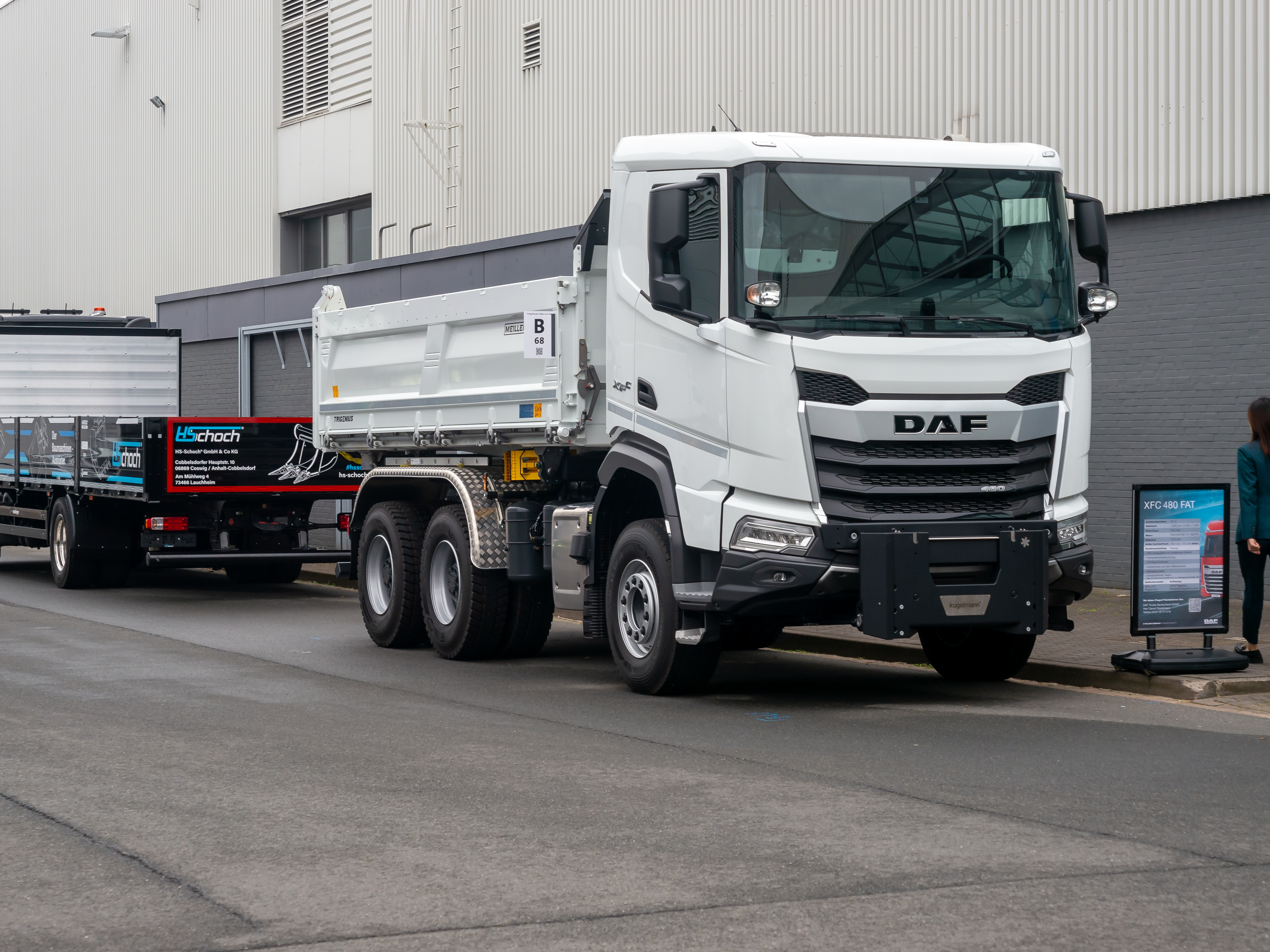
DAF XFC

Appartenente alla nuova generazione di veicoli DAF introdotta a partire dal 2022, il modello XDC è una versione specializzata del DAF XD, progettata per applicazioni in ambito edilizio, cantieristico e fuoristrada leggero.
Esternamente, il DAF XDC si distingue per la presenza di una griglia anteriore rinforzata, paraurti in acciaio, fendinebbia protetti e sbalzi ridotti che migliorano l’angolo di attacco. L’altezza da terra è superiore rispetto al modello stradale, per garantire una migliore capacità di superamento degli ostacoli nei terreni accidentati. Il telaio e le sospensioni sono stati rinforzati per sopportare le sollecitazioni tipiche dell’impiego in cantiere o su strade non asfaltate. L'accesso alla cabina resta agevole, ma con gradini e finiture pensati per resistere alla polvere, al fango e alle condizioni atmosferiche difficili.
Il veicolo è disponibile in diverse configurazioni di assi (4x2, 6x4 e 8x4), sia come trattore stradale che come veicolo rigido, ed è compatibile con numerosi allestimenti per il trasporto di materiali edili, cassoni ribaltabili, betoniere, veicoli con gru e altre attrezzature da cantiere. È equipaggiato con motori PACCAR MX-11 e MX-13, con potenze fino a 530 cavalli e coppie elevate per affrontare pendenze e carichi pesanti. Le cabine disponibili includono la Day Cab, la Sleeper Cab e la Sleeper High Cab, tutte progettate per offrire un alto livello di comfort anche in ambienti di lavoro difficili.
Dal punto di vista tecnologico, il DAF XDC integra numerosi sistemi avanzati di assistenza alla guida, analoghi a quelli del DAF XD, tra cui il sistema di frenata automatica d’emergenza, il mantenimento della corsia e il monitoraggio degli angoli ciechi. Tuttavia, sono presenti anche funzioni specifiche per l’uso fuoristrada, come il blocco dei differenziali, modalità di guida per terreni sconnessi e controllo ottimizzato della trazione. Il veicolo mantiene un’elevata maneggevolezza su strada pur essendo ottimizzato per condizioni operative miste.

## Motorizzazioni
La gamma DAF XD presenta le seguenti motorizzazioni:
| Motore                               | Cilindrata (l) | Potenza (kW-CV) |
| ------------------------------------ | -------------- | --------------- |
| Diesel (PACCAR, 6 Cilindri in Linea) |                |                 |
| PACCAR PX-7                          | 6,7            | 167 kW (230 CV) |
| PACCAR PX-7                          | 6,7            | 189 kW (260 CV) |
| PACCAR PX-7                          | 6,7            | 212 kW (290 CV) |
| PACCAR PX-7                          | 6,7            | 227 kW (310 CV) |
| PACCAR MX-11                         | 10,8           | 220 kW (299 CV) |
| PACCAR MX-11                         | 10,8           | 251 kW (341 CV) |
| PACCAR MX-11                         | 10,8           | 270 kW (367 CV) |
| PACCAR MX-11                         | 10,8           | 300 kW (408 CV) |
| PACCAR MX-11                         | 10,8           | 330 kW (449 CV) |